# Casalís
|  | Per a altres significats, vegeu «Casalís (Landes)». |

Casalís (occità) o Cazalis (francès) és un municipi francès al departament de la Gironda (regió de la Nova Aquitània).
| 1962                                       | 1968 | 1975 | 1982 | 1990 | 1999 | 2007 |
| ------------------------------------------ | ---- | ---- | ---- | ---- | ---- | ---- |
| 167                                        | 199  | 180  | 158  | 177  | 179  | 215  |
| Des de 1962: població sense dobles comptes |      |      |      |      |      |      |